# Разлом Хоуп

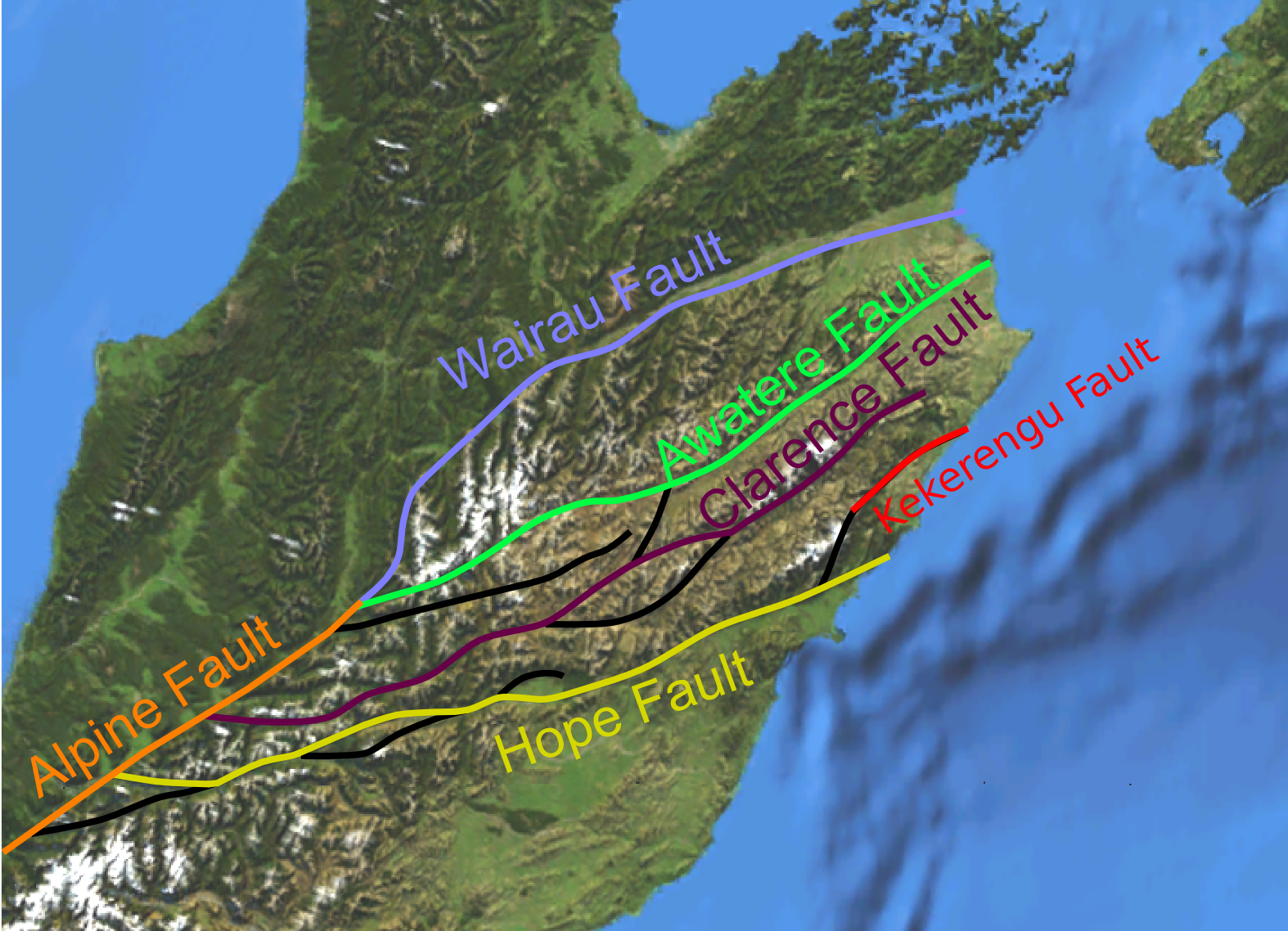
Карта системы разломов Марлборо

Разло́м Хо́уп (англ. Hope Fault) — активный правосторонний сдвиговый геологический разлом, в северо-восточной части Южного острова Новой Зеландии. Он является частью системы разломов Марлборо, проходящей вдоль конвергентной границы Индо-австралийской и Тихоокеанской плит. Разлом Хоуп проходит от Альпийского разлома до зоны субдукции во впадине Хикуранги.

## Распространение и протяжённость
Разлом Хоуп, протяжённостью около 230 километров, ответвляется от Альпийского разлома к югу от Хокитики и практически по прямой проходит в сторону восточного побережья Южного острова, где к северу от Каикоуры продолжается ещё примерно на 13 километров. Разлом состоит из нескольких сегментов: в юго-западной его части находится разлом Келли, затем он переходит в сегмент Хурунуи, продолжается вдоль реки Хоуп, переходит в сегмент Конвей и затем в сегмент Сиуорд. Разлом получил своё название по имени реки Хоуп, протекающей вдоль большей части одноимённого сегмента.

### Разлом Келли
Сопряжение между разломом Хоуп и Альпийским разломом является комплексным. Разлом Келли образует основное ответвление разлома Хоуп к западу от перевала Харпер, затем разлом снова ответвляется к западу, переходя в разломы Ньютон и Хура. По данным GPS наблюдений региона около перевала Артура отмечается резкое снижение скорости смещения горных пород к северо-западу от разломов Келли и Хура.

### Сегмент Хурунуи
Сегмент, протяжённостью 42 км, начинается от перевала Харпер и заканчивается у места слияния рек Хоуп и Бойл. Максимальная скорость скольжения горных пород здесь, вычисленная по смещению русла рек составляет около 13 мм/год. Минимальная скорость скольжения пород была вычислена по смещению каналов в поздних голоценовых аллювиальных отложениях, и составила около 8,1 — 11,0 мм/год. Средний интервал повторения землетрясений в этом сегменте составляет 310 — 490 лет.

### Река Хоуп
30-километровый сегмент реки Хоуп начинается от места слияния рек Хоуп и Бойл и проходит по всему бассейну Ханмер. По изменениям стариц реки была вычислена скорость горизонтального смещения в позднем голоцене около 10 мм/год и вертикального смещения около 0,6 мм/год. Сдвиг пластов здесь, как полагают, произошёл вследствие повторного землетрясения, аналогичного случившемуся в 1888 году, что даёт интервал повторения землетрясений около 140 лет.

### Сегмент Конвей
Сегмент Конвей — самый длинный и прямой участок разлома Хоуп, достигающий 173° в. д. Его длина составляет около 70 км; от восточной части бассейна Ханмер до сопряжения с надвигом Джордан около реки Ковхаи. Скорость скольжения горных пород в этом сегменте, вычисленная по смещениям в аллювиальных слоях, составляет около 23 мм/год. Около 170° в. д. разлом соединяется с сетью более мелких разломов, уходящих к западу, и образует вместе с ними южную границу горных кряжей Сиуорд Каикоура, Хок и Амури. Такая топография объясняется наличием существенного обратного смещения горных пород в этой зоне разлома. Средний интервал повторения землетрясений, вычисленный для этого сегмента, составляет от 180 до 310 лет.

### Сегмент Сиуорд
Сегмент Сиуорд начинается от реки Ковхаи и продолжается до восточного побережья Южного острова. Результаты сейсморазведки показали, что разлом проходит далее по континентальному шельфу как минимум ещё на протяжении 13 км.

### Бассейн Ханмер

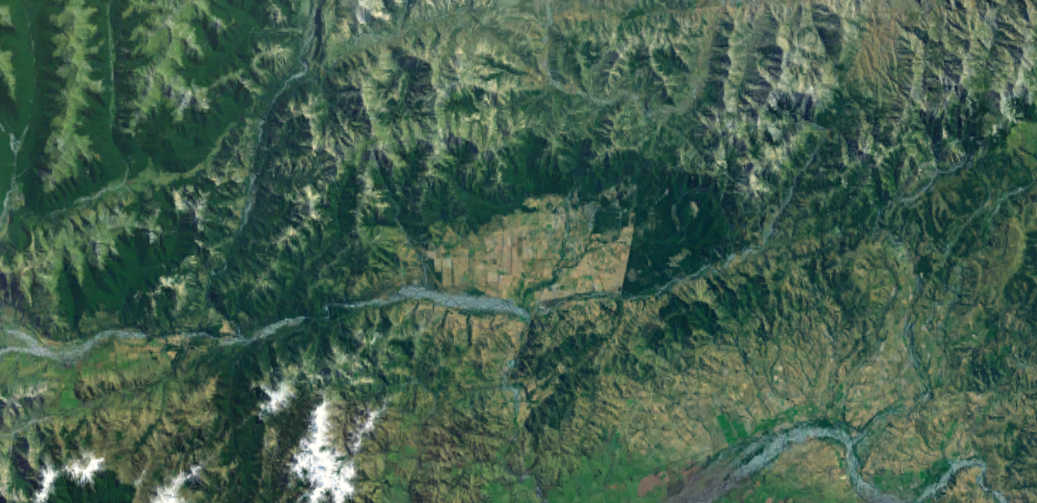
Спутниковый снимок бассейна Ханмер, в центре — земли сельскохозяйственного назначения

Бассейн Ханмер — небольшой (10 x 20 км) бассейн присдвигового растяжения, образовавшийся между рекой Хоуп и сегментом Конвей разлома Хоуп. Правосторонний сдвиг между двумя сегментами привёл к образованию рифтовой зоны и появлению грабена. Помимо этого, здесь образовались геотермальные источники, неподалёку от которых расположено поселение Ханмер Спрингс. Вдоль сегмента реки Хоуп в местах малых сдвигов есть ещё несколько небольших пулл-апарт бассейнов похожего типа. Бассейн Ханмер начал формироваться в плейстоцене и содержит более чем 1 км осадочных пород в депоцентре. Восточная оконечность бассейна деформирована взбросо-сдвигом (транспрессией) в юго-западной части сегмента Конвей. Эта деформация в восточной части бассейна идентична сбросо-сдвиговой деформации (транстенсии) в западной части бассейна, что при расширении бассейна приводит к сохранению его геометрии. Массив осадочных пород, заполняющих грабен, приподнят в восточной части бассейна, и опущен к западу.

## История
Наиболее старый слой осадочных пород находится в бассейне Ханмер и принадлежит эре плейстоцена, что позволяет датировать разлом Хоуп этим периодом.

## Современная сейсмическая активность
Последним землетрясением в разломе Хоуп по состоянию на 2012 год было землетрясение 1888 года, которое разрушило весь сегмент реки Хоуп. Александр МакКей, новозеландский геолог, провёл замеры горизонтального смещения горных пород, которое составило от 1,5 до 2,6 метров вдоль разлома. Он первым ассоциировал сдвиг с землетрясением. В самом большом сегменте разлома, Конвей, наблюдаются следы прошлых землетрясений, несмотря на то, что ни одно из них не было зафиксировано со времён основания европейского поселения в 1850 году. Исследования показали, что как здесь произошло как минимум 3 землетрясения, последнее из которых датируется 1720—1840 годами.

## Сейсмическая опасность
Во всех сегментах разлома Хоуп могут произойти землетрясения в будущем. Ожидается, что крупнейшее из них, возможной магнитудой 7,5, может произойти в районе сегмента Конвей или надвига Джордан.